# Dharmasoetra
De Dharmasoetra's zijn oude smrti's waarin uiteen wordt gezet aan welke dharma's of regels men zich moet houden, geschreven in de vorm van de soetra met zijn aforismen. Deze dharma's golden vooral voor de mannelijke brahmana's. Ze werden gevolgd door de Dharmashastra.
De Dharmasoetra's zijn gebaseerd op de Brahmana's. Op hun beurt zijn dit commentaren op de Samhita's, de oudste teksten van de Veda's. Deze teksten waren archaïsch voor het publiek dat vele eeuwen na het ontstaan hiervan leefde en daarnaast waren de bijbehorende rituelen steeds complexer geworden. Zo ontstond een reeks van zes disciplines die de Veda's moesten verklaren, de vedanga. Een daarvan is de kalpa, die op zijn beurt weer onder te verdelen is in de Shrautasoetra's die de vedische rituelen betreffen, de Grhyasoetra's die de huishoudelijke rituelen beschrijven, en de Dharmasoetra's.
Van de Dharmasoetra's die zijn overgeleverd zijn die van Apastamba, Gautama, Baudhayana en Vasishtha de belangrijkste. Er is ook een versie van Hiranyakeshin, maar deze is vrijwel gelijk aan die van Apastamba. De Vaikhanasa-Dharmasoetra is van enkele eeuwen later.
Gautama en Vasishtha waren rsi's van de Veda's en kunnen niet de werkelijke auteurs zijn geweest. Alleen Apastamba en Baudhayana maakten daarbij onderdeel uit van een Kalpasoetra. Het onderwerp dharma kwam daarna ook steeds meer los te staan van kalpa en werd steeds meer een onafhankelijke traditie die niet aan de Veda's was gebonden.
Deze traditie werd voortgezet in de Dharmasastra's die geen gebruik maakten van soetra's, maar van sloka's. De Manusmriti of Manava-Dharmasastra is daar het vroegste voorbeeld van.

## Datering
Zoals veel Indische teksten is ook hier een exacte datering niet te geven.
|                  | Gautama                           | Baudhayana                                     | Apastamba                    | Vasishtha                      |
| ---------------- | --------------------------------- | ---------------------------------------------- | ---------------------------- | ------------------------------ |
| Bühler (1879-82) | Oudste                            | Ouder dan Apastamba                            | 500-450 v.Chr.               |                                |
| Kane (1962-75)   | 600-400 v.Chr.                    | 500-200 v.Chr.                                 | 450-350 v.Chr.               | 300-100 v.Chr.                 |
| Olivelle (1999)  | midden 3e eeuw v.Chr.             | late 2e eeuw v.Chr.                            | vroege 3e eeuw v.Chr.        | late 1e eeuw v.Chr.            |
| Olivelle (2012)  | late 2e tot vroege 1e eeuw v.Chr. | midden 1e eeuw v.Chr. tot vroege 1 eeuw n.Chr. | 3e tot vroege 2e eeuw v.Chr. | vroege tot late 1e eeuw n.Chr. |

## Dharma
Door het grote belang van dharma was het ook essentieel om te weten wat deze nu precies inhield. Voor de brahmana's volgden deze uit de Veda's, waarmee het een vorm van positief recht op basis van openbaring was. Met de toenemende betekenis van het begrip werd deze theologische definitie echter problematisch waardoor er afhankelijk van de heersende gewoontes verschillende dharma's ontstonden. In verschillende gebieden  desadharma, bij verschillende groepen jatidharma en bij verschillende families kuladharma.
In de Dharmasoetra's werden deze lokale gewoontes (samayacarika) beschreven. Bij Apastamba waren deze zelfs belangrijker dan de Veda's, waarin hij gedrag zag dat in zijn tijd niet meer acceptabel was. Hij stelde daarbij dat deze gewoontes afkomstig waren uit verloren gegane delen van de Veda's. Bij de Veda's of sruti is namelijk een onderscheid tussen de bekende overgeleverde sruti's, de pratyaksasruti en de afgeleide sruti's, de anumitasruti. Het bestaan van die laatste – niet overgeleverde teksten – kan worden afgeleid uit commentaren in smriti op wat onbekende sruti's moeten zijn. In geval van tegenstrijdigheden gaat pratyaksasruti boven anumitasruti. Met deze vondst van Apastamba bleef de theologische definitie intact.
Gautama noemt de Veda's, de traditie (smrti) en praktijk (acara) van hen die de Veda's kennen de bronnen van dharma. Het was deze volgorde die de standaard zou worden. Baudhayana noemt deze derde als sista's, ontwikkelde mensen. Gautama maakte gebruik van de begrippen badha – bij verschillende bronnen geldt alleen de meest gezaghebbende – en vikalpa – bij gelijkwaardige bronnen mag eenieder zelf een optie kiezen.

## Historisch onderzoek
Als normatieve teksten zijn de Dharmasoetra's minder geschikt voor historisch onderzoek dan beschrijvende teksten, maar de vier overgeleverde teksten zijn dusdanig verschillend dat het duidelijk is dat er een levendig debat over de verschillende dharma's moet zijn geweest, met zowel wat tegenwoordig liberale en conservatieve standpunten genoemd worden.